# Autoestrada A44
Die Autoestrada A44 ist eine Autobahn in Portugal. Die Autobahn beginnt in Gulpilhares und endet in Areinho.